# Magdalena Gornik
Magdalena Gornik (rođena kao Marija Magdalena Gornik, zvana također Gornikova Lenčka), (Janeži, Sodražica, Slovenija, 19. srpnja 1835. - Petrinci, Sodražica, Slovenija, 2. veljače 1896.) bila je slovenska katolička mističarka i stigmatičarka, za koju je počeo uvodni proces prikupljanja podataka za beatifikaciju.
Magdalena se rodila 19. srpnja 1835. kod kuće, u Janežima. Bila je sasvim obična seoska djevojčica iz siromašne obitelji, koja je pomagala svojim roditeljima i uživala družeći se sa svojim prijateljima. Magdalenin život pratile su neobične i tajanstvene odnosno mistične pojave. Pripisuje joj se, da je nosila Kristove rane, imala mnoga viđenja, prorokovala i opominjala, istovremeno boravila na više mjesta, komunicirala sa svecima i anđelima, s dušama u čistilištu, iako skromna i neuka poznavala je tajne Božje.
Preminula je 23. veljače 1896. Sačuvana je predaja, da su njezini siromašni rođaci brinuli, kako će počastiti one, koji će doći na sahranu. Magdalena ih je smirivala, neka ne brinu, jer će se Bog pobrinuti, da će sve biti u redu. Napadalo je mnogo snijega te je pritisnuo tako oštar mraz, pa je uz njezin grob na pogrebu bilo samo osmero ljudi.
Crkvena vlast se prema Magdaleni i neobičnim pojavama u njezinom životu držala po strani te krajnje oprezno i suzdržano. Ljubljanski biskup je pratio događaje i naredio je župnicima, da mu pišu o tome. Tek u novije vrijeme, slovenski kardinal Franc Rode o Magdaleni je rekao: »Uz izvanrednu pojavu mističkih doživljaja i svetačkog života Magdalene Gornik prirodno je, da mislimo na postupak za beatifikaciju i kanonizaciju. Drugi narodi bi to već odavna učinili.« (Rim, 3. rujna 2008.)